# Elisabetta Woodville
Elisabetta Woodville, in inglese Elizabeth Woodville (Grafton Regis, 1437 circa – Londra, 8 giugno 1492), è stata una nobildonna inglese, regina consorte d'Inghilterra dal 1465 al 1483  moglie di Edoardo IV d'Inghilterra.
Il suo primo marito, John Grey di Groby (1432 circa-17 febbraio 1461) morì nel corso della seconda battaglia di St.Albans. Rispetto alle altre regine consorti, Elisabetta era di natali più modesti, essendo figlia di un piccolo nobile, il barone Richard Woodville, I° conte di Rivers (1405-12 agosto 1469) divenuto conte solo dopo il regale matrimonio della figlia, mentre la madre Giacometta di Lussemburgo era figlia del conte di Saint Paul, Pietro I del Lussemburgo. A causa della sua estrazione, Edoardo litigò violentemente con Richard Neville, XVI conte di Warwick, che per lui voleva un'unione più prestigiosa, tanto che Warwick arrivò ad appoggiare la causa dei Lancaster all'interno della Guerra delle due rose.
Fra i suoi numerosi figli si ricordano, Edoardo e Riccardo, meglio noti come i Principi nella Torre, ed Elisabetta di York che sposò Enrico VII d'Inghilterra, fondatore della dinastia Tudor. La tradizione vuole che abbia servito come dama di compagnia di Margherita d'Angiò, ma non esistono prove in merito .

## Biografia
Nacque attorno al 1437 a Grafton Regis nel Northamptonshire da Richard Woodville (1405-1469), dal 1448, barone e poi, dal 1464, primo conte di Rivers, e da sua moglie, Giacometta di Lussemburgo (1416-1472), figlia  del conte di Saint Paul, Pietro I del Lussemburgo e di Margherita del Balzo e vedova di Giovanni Plantageneto, uno dei figli di Enrico IV d'Inghilterra. Nel 1445 era tra le dame di compagnia della regina Margherita d'Angiò, moglie di Enrico VI d'Inghilterra, tuttavia la sua presenza è tutt'altro che certa, infatti, la sua giovane età e il fatto che all'epoca non vi fosse a corte una sola Elizabeth o Isabel Grey (all'epoca Elisabetta era già fidanzata con John) pone diversi dubbi sulla sua storicità .

### Il matrimonio lancasteriano
Nel 1452 Elisabetta si sposò con John Grey di Groby, cavaliere dei Lancaster al seguito di Enrico VI d'Inghilterra, deceduto il 17 febbraio 1461, nel corso nella seconda battaglia di St Albans. Dall'unione nacquero due figli :
- Thomas (1455 – 20 settembre 1501)
- Richard (1457 – 25 giugno 1483).

All'epoca Elisabetta era considerata da tutti una donna molto bella, specie per le palpebre pesanti che le ornavano gli occhi, il che suggerisce che i canoni di bellezza di quei tempi fossero molto diversi dai canoni attuali .

### Il matrimonio yorkista

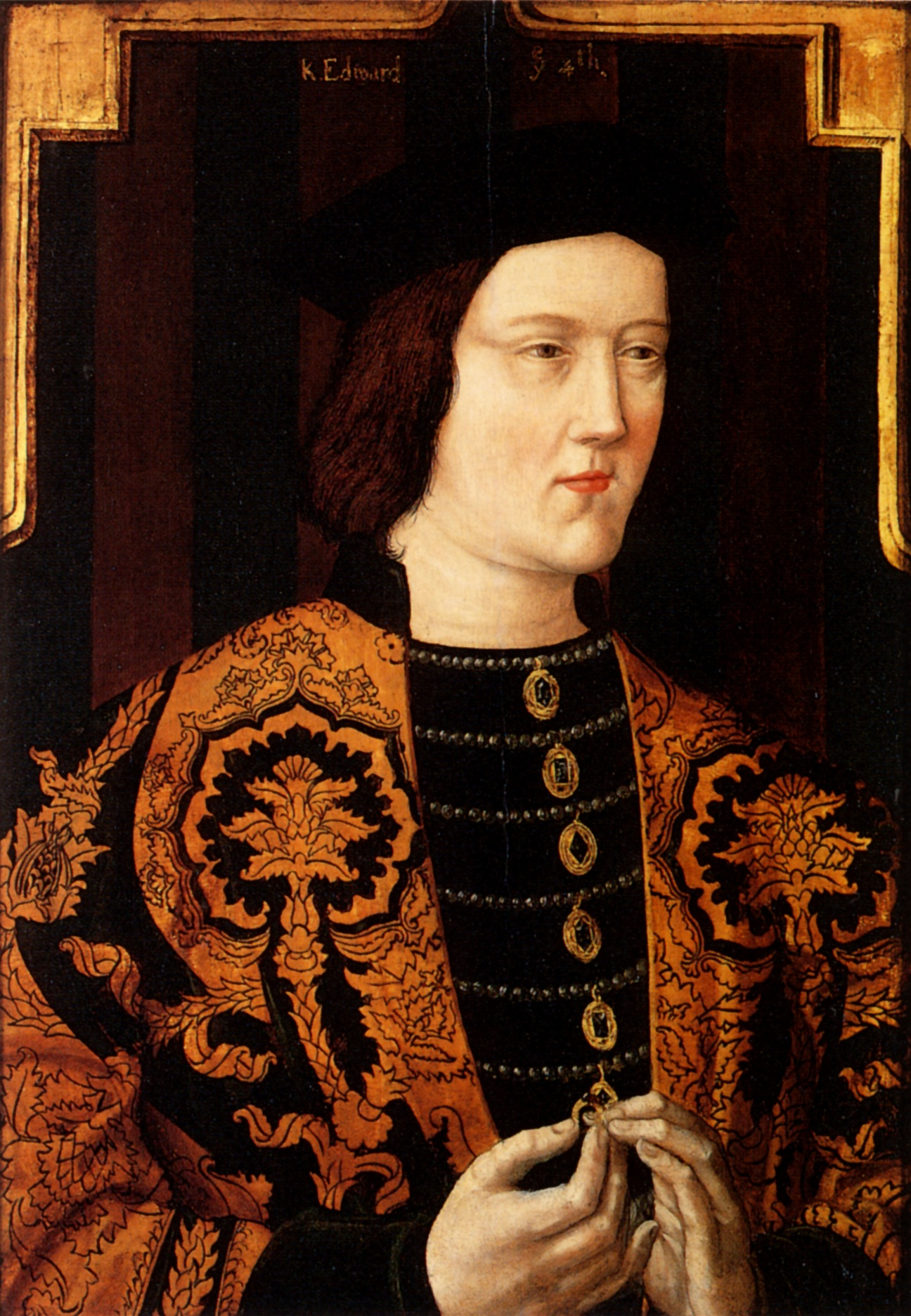
Edoardo IV re d'Inghilterra

Edoardo IV d'Inghilterra era tutto fuorché un uomo fedele,  rinomato per il numero di amanti. Edoardo sposò Elisabetta con una cerimonia segreta, ed anche se la data certa non fu mai individuata, la tradizione vuole che il rito nuziale abbia avuto luogo presso la casa di lei nel Northamptonshire, il 1º maggio 1464. All'inizio le nozze rimasero segrete, in quanto erano in corso in quel periodo trattative di pace con la Francia, trattative che prevedevano di dare una delle cognate di Luigi XI, in sposa a re Edoardo, tanto che l'incoronazione di Elisabetta avvenne il giorno dell'Ascensione di Gesù il 26 maggio 1465, più di un anno dopo le nozze. Edoardo all'epoca era re da soli quattro anni, era molto giovane, aveva solo ventitré anni, per cui aveva governato aiutato da una ristretta cerchia di persone fidate, fra i quali spiccava Richard Neville, XVI° conte di Warwick che all'epoca stava, appunto, contrattando un matrimonio con una principessa francese. La notizia che il re aveva sposato una donna di natali relativamente umili, e per di più vedova di un lancasteriano, gettò Warwick nell'imbarazzo, tanto più che Edoardo a lui doveva molto, poiché fu grazie al suo aiuto che egli aveva potuto avere la corona, pertanto il rapporto fra i due si guastò irreparabilmente. Inoltre Elisabetta portò a corte con sé tutta una serie di fratelli e sorelle che vennero presto maritati alle famiglie più influenti d'Inghilterra . I conti di Essex, Kent e Pembroke andarono in sposi alle sorelle di Elisabetta senza che le parti rilevassero in seguito un qualche motivo di rimpianto. Una delle sorelle, Catherine Woodville, Duchessa di Buckingham (1458 circa-18 maggio 1497) sposò Henry Stafford, II° duca di Buckingham, che, dopo la morte di Edoardo IV, si schierò contro la cognata al fianco di Riccardo di Gloucester. Uno dei suoi fratelli, il ventenne John Woodville (1444 circa-12 agosto 1469) sposò la ricchissima e già due volte vedova Katherine Neville, Duchessa di Norfolk (1400 circa-dopo il 1483) di più di quarant'anni maggiore di lui. L'ascesa dei Woodville, e in particolare di Antonio Woodville, iniziò a prevalere sull'influenza e il potere di Warwick che decise a complottare con il fratello minore di Edoardo, Giorgio Plantageneto, I duca di Clarence. In quello stesso periodo la madre di Elisabetta venne accusata di stregoneria e rilasciata solo un anno dopo nel 1470. L'anno 1469 fu portatore anche dell'aperta ribellione di Warwick e Clarence che sfidarono il re in battaglia. I due eserciti si affrontarono nella battaglia di Edgecote Moor, la vittoria fu di Warwick, ma questi non riuscì a spodestare Edoardo, che intanto aveva chiesto aiuto a Riccardo di Gloucester. Sconfitti, Warwick e Clarence fuggirono in Francia dove si allearono con Margherita d'Angiò. I due eserciti insieme invasero l'Inghilterra, Edoardo dovette riparare nelle Fiandre ed Enrico VI d'Inghilterra fu rimesso sul trono. Edoardo tuttavia era tutt'altro che sconfitto, e, nella primavera del 1471 tornò in patria per affrontare i Lancaster e Warwick alla Battaglia di Barnet, dove Warwick trovò la morte, e poco dopo nella Battaglia di Tewkesbury perse la vita Edoardo di Lancaster, unico figlio di Margherita ed Enrico. Edoardo riprese il trono, ed Enrico VI morì poco dopo alla Torre di Londra. Durante la fuga di Edoardo, Elisabetta si era rifugiata presso l'Abbazia di Westminster chiedendo asilo come da usanza. Lì aveva partorito il primo figlio maschio Edoardo. Come molte altre regine tardo medievali, Elisabetta si contraddistinse per la pietà cristiana, caratteristica che ci si aspettava presente in una regina consorte, fece diversi pellegrinaggi, recitava l'Angelus tre volte al giorno e fondò la cappella di Sant'Erasmo presso l'Abbazia di Westminster .

### Regina senza corona
Quando Edoardo morì nell'aprile 1483, probabilmente di polmonite, Elisabetta divenne brevemente Regina Madre quando suo figlio Edoardo V d'Inghilterra salì al trono all'età di tredici anni con lo zio Riccardo di Gloucester Lord Protettore del regno. Riccardo di Gloucester temeva che con Edoardo al trono il potere dei Woodville avrebbe potuto aumentare fino ad avere la possibilità di estrometterlo; per questo arrestò sia il fratello della regina Antonio Woodville, che il figlio di lei, avuto dal primo marito, Richard Grey (1460 circa-25 giugno 1483) e ordinò la loro esecuzione. Il giovane Edoardo venne trasferito alla Torre di Londra nell'attesa di essere incoronato, Elisabetta e i figli chiesero di nuovo asilo a Westminster e da lì la regina complottò insieme a William Hastings, I barone Hastings contro Gloucester, il barone tuttavia venne arrestato e giustiziato nel mese di giugno del 1483.
Il vescovo di Bath e Wells, Robert Stillington (1420-maggio 1491) però, si fece avanti dichiarando di aver assistito a delle precedenti nozze segrete tra Edoardo e la nobildonna Eleanor Talbot, la quale era ancora viva all'epoca del secondo matrimonio del re. Esaminate le prove i Tre Stati del Regno dichiararono illegittimo il matrimonio di Elisabetta con Edoardo e di conseguenza illegittima tutta la loro prole, ed offrirono la corona a Riccardo di Gloucester, che salì al torno come Riccardo III.
Nel frattempo, il giovane Edoardo e il fratello Riccardo, rimasero confinati alla Torre di Londra e divennero noti come i Principi nella Torre, da lì in poi le loro tracce si persero ed è possibile che siano stati assassinati.
Da quel momento in poi Elisabetta tornò ad essere chiamata Elisabetta Grey.Durante la permanenza di Elisabetta presso Westminster, la nobildonna Lady Margaret Beaufort madre di Henry Tudor, ultimo discendente della stirpe lancastriana, avvicinò l’ex regina tramite una comune conoscenza, il medico Lewis Caerleon, la cui professione gli permetteva di entrare e uscire dal santuario senza problemi. Il piano di Margaret Beaufort, supportato da una serie di pari del Regno scontenti della politica di Riccardo, tra cui suo marito Thomas Stanley ed il nipote Henry Stafford duca di Buckingham (marito di una delle sorelle della Woodville), prevedeva che Henry Tudor invadesse il regno e reclamasse il trono, unendosi poi in matrimonio con la figlia maggiore della Woodville e del defunto Edoardo IV, la diciottenne Elisabetta di York. In questo modo, le due fazioni rivali di York e Lancaster sarebbero state riunite in una nuova dinastia, i Tudor.
Il 1º marzo 1484 Riccardo III giurò pubblicamente che se Elisabetta e le figlie avessero lasciato il loro rifugio nessuno avrebbe fatto loro del male, che non sarebbero state tratte in arresto o recluse e che si impegnava a sposare le ragazze ad onorevoli gentiluomini. L'intera famiglia si ritrovò quindi a corte, e, quando l'anno dopo morì la regina Anna Neville, si sparsero voci che Riccardo volesse sposare la giovane nipote Elisabetta di York, Riccardo smentì seccamente queste voci. Egli era infatti in procinto di sposare l'infanta Giovanna del Portogallo e sposare Elisabetta a Manuele duca di Beja.

### Gli anni di quiete e la morte
Nello stesso anno Enrico Tudor invase l'Inghilterra e nel corso della Battaglia di Bosworth Field uccise Riccardo proclamando se stesso Enrico VII d'Inghilterra, sposando Elisabetta di York, revocò il Titulus Regius e accordò ad Elisabetta poco meno della somma annuale garantitale da Riccardo III. Durante la ribellione di 'Edoardo VI' fu improvvisamente privata di tutte le sue proprietà, che vennero trasferite a sua figlia, e rinchiusa nell'abbazia di Bermondsey, con il dubbio pretesto di aver affidato le sue figlie a Riccardo III tre anni prima,anche se alcuni sostengono che ella stesse pensando a una vita contemplativa sin dal 1486. Morì all'abbazia l'8 giugno 1492 e venne sepolta senza alcuna pompa accanto al marito presso la Saint George's Chapel. Da lei discesero le dinastie inglesi Stuart, Hannover e Windsor. La regina Elisabetta II e suo figlio Carlo III discendono quindi da lei. Nella cultura di massa, ma senza nessuna prova storica,  le fu più volte imputato di praticare stregoneria, difatti viene così rappresentata nel romanzo e poi diventato serie televisiva "The White Queen", come una sorta di strega discendente dalla dea acquatica Melusina. Dal romanzo si evince che la regina vedova assieme alla figlia, la principessa Elisabetta di York, avessero scagliato una maledizione contro la stirpe degli assassini dei principi di York.

## Discendenza
Elisabetta dal primo matrimonio con John Grey ebbe due figli:
- Thomas Grey, I marchese di Dorset (1455 – 20 settembre 1501)
- Richard Grey (1457 - 25 giugno 1483)

Dalle nozze con Edoardo IV nacquero dieci figli:
- Elisabetta (11 febbraio 1466 – 11 febbraio 1503), regina consorte di Enrico VII d'Inghilterra e madre di Enrico VIII;
- Maria (11 agosto 1467 – 23 maggio 1482);
- Cecilia (20 marzo 1469 – 24 agosto 1507), sposò prima Giovanni Welles, visconte di Welles, e poi Tommaso Kymbe;
- Edoardo V, re d'Inghilterra (4 novembre 1470 – 1483?), uno dei Principi nella Torre;
- Margherita (10 aprile 1472 – 11 dicembre 1472);
- Riccardo, I duca di York (17 agosto 1473 – 1483?), uno dei Principi nella Torre;
- Anna (2 novembre 1475 – 23 novembre 1511) sposò Thomas Howard, III duca di Norfolk conte di Surrey.
- Giorgio (marzo 1477 – marzo 1479), duca di Bedford.
- Caterina (14 agosto 1479 – 15 novembre 1527) sposò William Courtenay, I conte di Devon.
- Brigida (10 novembre 1480 – 1517) prese i voti e fu suora a Dartford.

## Ascendenza
|                                             |                                             |                                                        | Genitori                                            |  |  | Nonni |  |  | Bisnonni       |  |  | Trisnonni         |  |
|                                             |                                             |                                                        |                                                     |  |  |       |  |  | John Wydeville |  |  | Richard Wydeville |  |
|                                             |                                             |                                                        |                                                     |  |  |       |  |  | John Wydeville |  |  | Richard Wydeville |  |
|                                             |                                             | Elizabeth Lyons                                        |                                                     |  |  |       |  |  | John Wydeville |  |  |                   |  |
| Richard Wydeville                           |                                             |                                                        |                                                     |  |  |       |  |  | John Wydeville |  |  |                   |  |
|                                             |                                             | Isabel Godard                                          | Gobion Godard                                       |  |  |       |  |  |                |  |  |                   |  |
|                                             |                                             | Isabel Godard                                          | Gobion Godard                                       |  |  |       |  |  |                |  |  |                   |  |
|                                             |                                             | Isabel Godard                                          | …                                                   |  |  |       |  |  |                |  |  |                   |  |
| Richard Woodville, I conte di Rivers        |                                             | Isabel Godard                                          |                                                     |  |  |       |  |  |                |  |  |                   |  |
|                                             |                                             | John Bedlisgate                                        | John Bedlisgate                                     |  |  |       |  |  |                |  |  |                   |  |
|                                             |                                             | John Bedlisgate                                        | John Bedlisgate                                     |  |  |       |  |  |                |  |  |                   |  |
|                                             |                                             | John Bedlisgate                                        | …                                                   |  |  |       |  |  |                |  |  |                   |  |
| Joan Bedlisgate                             |                                             | John Bedlisgate                                        |                                                     |  |  |       |  |  |                |  |  |                   |  |
|                                             |                                             | Joan Beauchamp                                         | John Beauchamp                                      |  |  |       |  |  |                |  |  |                   |  |
|                                             |                                             | Joan Beauchamp                                         | John Beauchamp                                      |  |  |       |  |  |                |  |  |                   |  |
|                                             |                                             | Joan Beauchamp                                         | Joan de Bridport                                    |  |  |       |  |  |                |  |  |                   |  |
| Elisabetta Woodville                        |                                             | Joan Beauchamp                                         |                                                     |  |  |       |  |  |                |  |  |                   |  |
|                                             | Giovanni di Lussemburgo, conte di Saint-Pol | Guido di Lussemburgo, conte di Ligny                   |                                                     |  |  |       |  |  |                |  |  |                   |  |
|                                             | Giovanni di Lussemburgo, conte di Saint-Pol | Guido di Lussemburgo, conte di Ligny                   |                                                     |  |  |       |  |  |                |  |  |                   |  |
|                                             | Giovanni di Lussemburgo, conte di Saint-Pol | Matilde di Châtillon, contessa di Saint-Pol            |                                                     |  |  |       |  |  |                |  |  |                   |  |
| Pierre I di Lussemburgo, conte di Saint-Pol | Giovanni di Lussemburgo, conte di Saint-Pol |                                                        |                                                     |  |  |       |  |  |                |  |  |                   |  |
|                                             |                                             | Margherita d'Enghien, contessa di Brienne e Conversano | Luigi d'Enghien, conte di Brienne                   |  |  |       |  |  |                |  |  |                   |  |
|                                             |                                             | Margherita d'Enghien, contessa di Brienne e Conversano | Luigi d'Enghien, conte di Brienne                   |  |  |       |  |  |                |  |  |                   |  |
|                                             |                                             | Margherita d'Enghien, contessa di Brienne e Conversano | Giovanna Sanseverino, contessa di Conversano        |  |  |       |  |  |                |  |  |                   |  |
| Giacometta di Lussemburgo                   |                                             | Margherita d'Enghien, contessa di Brienne e Conversano |                                                     |  |  |       |  |  |                |  |  |                   |  |
|                                             |                                             | Francesco I del Balzo, duca d'Andria                   | Bertrando III del Balzo, conte d'Andria e Squillace |  |  |       |  |  |                |  |  |                   |  |
|                                             |                                             | Francesco I del Balzo, duca d'Andria                   | Bertrando III del Balzo, conte d'Andria e Squillace |  |  |       |  |  |                |  |  |                   |  |
|                                             |                                             | Francesco I del Balzo, duca d'Andria                   | Margherita d'Aulnay                                 |  |  |       |  |  |                |  |  |                   |  |
| Margherita del Balzo                        |                                             | Francesco I del Balzo, duca d'Andria                   |                                                     |  |  |       |  |  |                |  |  |                   |  |
|                                             |                                             | Sveva Orsini                                           | Nicola Orsini, conte di Nola                        |  |  |       |  |  |                |  |  |                   |  |
|                                             |                                             | Sveva Orsini                                           | Nicola Orsini, conte di Nola                        |  |  |       |  |  |                |  |  |                   |  |
|                                             |                                             | Sveva Orsini                                           | Jeanne de Sabran                                    |  |  |       |  |  |                |  |  |                   |  |
|                                             |                                             | Sveva Orsini                                           |                                                     |  |  |       |  |  |                |  |  |                   |  |

## Galleria d'immagini

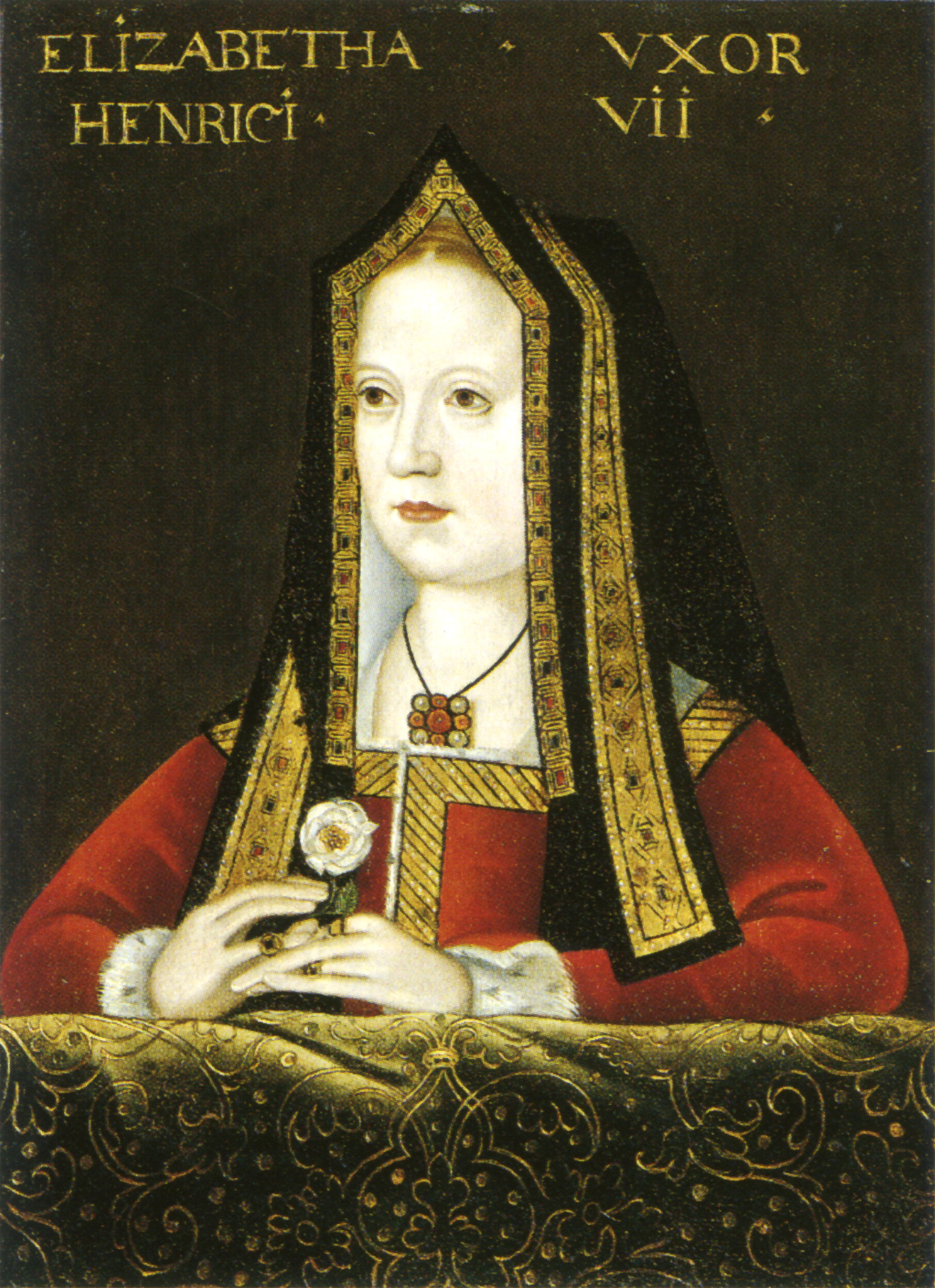
Elisabetta di York
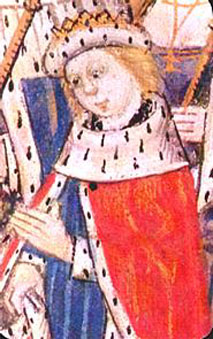
Edoardo V
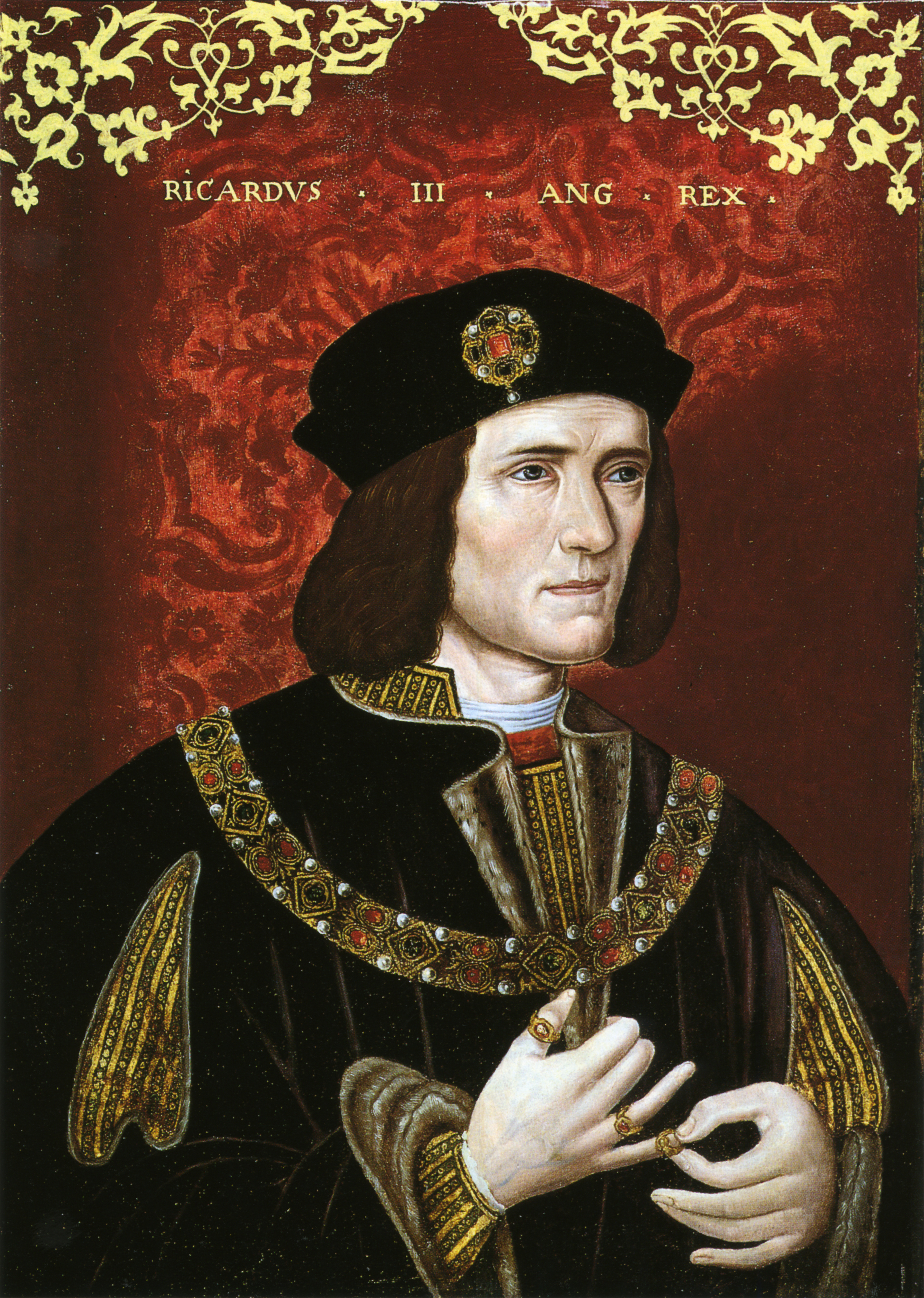
Riccardo III
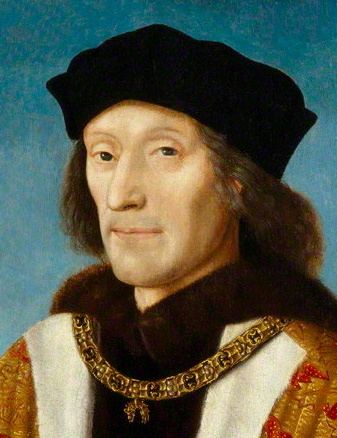
Enrico VII d'Inghilterra